# Glock
Glock er en serie af semi-automatiske pistoler designet og produceret af Glock Ges.m.b.H., i Wagram, Østrig.
Firmaets grundlægger, ingeniøren Gaston Glock (1929-2023), havde ingen erfaring med at udvikle og producere pistoler, da han udviklede Glock 17 som prototype i 1980-1982. Glock havde forinden udviklet en feltkniv FM78 med stålklinge og polymerskæfte.
Således var Glock 17 firmaet Glocks 17. patent og alle modelnumre er samtidigt også patentnumre.
Glock havde derimod stor erfaring med fremstilling i plastic. Viden, der blev grundlæggende for firmaets design af pistoler med plastikramme.

## Udbredelse
Glock 17 er godkendt som pistol i NATO.
Glock fremstiller derudover forskellige modeller specifikt til forsvars- eller politisektor.

## Modeller
| Ammunition | Type                                           |
| ---------- | ---------------------------------------------- |
| cal. 22LR  | G44                                            |
| 9×19 mm    | G17 G17L G18 G19 G19X G26 G34 G43 G43X G45 G48 |
| .40        | G22 G23 G24 G27 G35                            |
| 10 mm AUTO | G20 G29 G40                                    |
| .45 G.A.P. | G37 G38 G39                                    |
| .45 AUTO   | G21 G21C G30 G36 G41                           |
| .380       | G25 G28 G42                                    |
| .357       | G31 G31C G32 G33                               |

Pistolerne er opdelt i 5 generationer og hver generation har særegne forskelligheder.
Der er også udfærdiget modeller kun til træningsbrug med frilagte områder. Yderligere er der modeller i rød og blå til træning med f.eks. simunition.